# José María Cervera Lloret
José María Cervera Lloret (Alboraig, 13 de març del 1910 – Picassent, 2 de juny del 2002) fou compositor, director d'orquestra i pedagog de la música valencià.

## Biografia
Començà els seus estudis ja de molt jove, al Conservatori Superior de Música de València, on va estudiar composició (Premi Extraordinari en les dues assignatures), contrapunt, fuga, harmonia i formes musicals. A poc, la Diputació de València el becà perquè estudiés Direcció d'orquestra i de cor. Alguns dels seus mestres foren Pere Sosa, Izquierdo, Manzanares, Cortés i Heinz Hunger.
Durant la Guerra Civil dirigí la Banda Militar de la República, cosa que li comportà el posterior empresonament en un camp de concentració. Impulsà i dirigí diverses bandes de música valencianes, com les del Centro Musical Paternense (1940-1948), Societat Musical Santa Cecília de Macastre (1950-1951), l'Ateneu Musical Banda Primitiva de Llíria (1952-1954), el Centre Artístic Musical de Moncada, la banda simfònica de l'Ateneu Musical de Cullera, la Societat Musical Santa Cecília d'Alcàsser i la banda simfònica del Centre Instructivo Musical La Armónica de Bunyol. També va ser assessor i delegat de la Federació de Societats Musicals, des d'on defensà el món de les bandes com a element essencial de la cultura musical valenciana.
Fou catedràtic d'harmonia del Conservatori Superior de Música de València i director de l'Institut Musical Salvador Giner de València. Alguns dels molts deixebles que tingué foren José Maria Cervera Collado (el seu fill i prestigiós director d'orquestra i compositor), Salvador Chulià, Esteban Esteve, Antonio Fornet, Juan Gonzalo Gómez, Pablo Sánchez Torrella, Lluís Serrano Alarcón, Josep Alamà Gil, Àlvar Albiach, Pascual Balaguer, Miguel Barberán, José Manuel Beltran, Francisco Fort, Enrique Gosp, Aurelio Chorro, Marcos Mompó, Francisco Moral, Salvador Sebastià, Cristóbal Soler i Bernabé Sanchis.
Obtingué diversos premis de composició, com els "Ciutat de Barcelona", "Ciudad de Murcia" i "Maestro Villa". També fou guardonat amb la medalla de bronze al Mèrit en el Treball i la medalla de la Capitania General de València. Hom ha anomenat amb els seus cognoms l'orquestra Maestro Cervera Lloret (que han dirigit els seus deixebles Cristóbal Soler, Aurelio Chorro i Marcos Mompó). El compositor Enrique Sanz Burguete li dedicà el 2001 l'obra Trío (música para una escena teatral), Francisco Grau Vegara dedicà el pas-doble Doña Lola a María Dolores Collado, l'esposa del mestre Cervera, i Rafael Talens Pelló dedicà el María Dolores Cervera a la seua filla. També el seu alumne Esteban Esteve compongué el pas-doble Cervera Lloret.

## Obres
- Alborache, himne-marxa
- Dios hecho niño, per a veu, cor i orquestra
- Himno a santa Cecilia
- Minueto en La mayor, per a quintet de corda
- Obertura Clàssica, per a orquestra simfònica, premi "Maestro Villa" 1984. Instrumentada també per a banda
- Preludio y Fuga en do menor, per a orgue
- El Redentor (1969), oratori per a orquestra simfònica. Instrumentat també per a banda. Premi Ciutat de Barcelona
- Romanza para contrabajo y piano
- Sonata, per a piano
- Tantum Ergo, a vuit veus mixtes

### Música per a banda
- Blaky, pas-doble
- Lapicero
- Paisatge Llevantí (1970), poema simfònic, premi Ciudad de Murcia. Instrumentat també per a orquestra
- Ricercare

- 4 Marxes militars

### Música per a veu i acompanyament
- Amanecer, cançó
- Anuska, cançó
- Aves y flores, cançó
- Bulería, cançó
- Coro de pastores, nadala
- Los demonios, nadala
- Dios te salve, María, nadala
- La leña bienhechora, nadala
- Non, non, nana meua, cançó